# Ammiopsis aristidis
Ammiopsis aristidis là một loài thực vật có hoa trong họ Hoa tán. Loài này được Coss. ex Batt. & Trab. mô tả khoa học đầu tiên năm 1889.